# By the sons of mandrin
By the sons of mandrin is het enige Engelstalige album dat Ange ooit heeft uitgebracht. Ange probeerde vaste voet te krijgen in Engeland, waar het wel had opgetreden, maar waar men moeite had met de teksten. Om dit voor te zijn werd Par les fils de mandrin naar het Engels vertaald. Een succes werd het niet, het haalde de Engelse albumlijst niet en het bleef bij deze enige poging. 
In 1980 en 1982 herhaalde Peter Gabriel het uitbrengen van een vertaald album. Hij bracht voor de Duitse markt toen Ein deutsches Album en Deutsche Album uit, vertalingen van Peter Gabriel III respectievelijk Peter Gabriel IV.   

## Musici
Zie Par les fils de mandrin. Michael Quatermain, de vertaler van het verhaal zong mee op tracks 7 en 8.

## Muziek
| Nr. | Titel                        | Duur |
| --- | ---------------------------- | ---- |
| 1.  | By the sons of mandrin       | 4:51 |
| 2.  | At the Café of Colibri       | 4:06 |
| 3.  | And so the rain will go away | 6:07 |
| 4.  | Around the fireside          | 3:05 |
| 5.  | Tumblers                     | 4:00 |
| 6.  | Child-colored eyes           | 4:21 |
| 7.  | Atlantis                     | 5:21 |
| 8.  | Hymn to life                 | 9:48 |